# Peer Baierlein
Peer Baierlein, né le 16 mai 1972 à Stuttgart, en Allemagne, est un trompettiste / compositeur belgo-allemand.

## Biographie
Peer Baierlein commence ses études de musique classique à l'âge de 16 ans chez Malte Burba à la Musikhochschule de Cologne.
Après avoir obtenu son diplôme de musique classique, il décide de se tourner vers le jazz. Son premier professeur sera Bert Joris, avec lequel il étudie tout d'abord à la "Swiss Jazz School" de Bern (Suisse), puis au département Jazz du "Lemmensinstituut" de Louvain (Belgique).
Son cursus se poursuit ensuite auprès de Claus Stötter, Ack van Rooyen et John McNeil. Ce dernier est son professeur durant un séjour d'un an à New York en 2001.
Il a fait une spécialisation ‘lead-trumpet’, également au “Lemmensinstituut” (diplôme en 2002). Peer Baierlein a étudié la composition classique entre 2005 et 2007 chez Piet Swerts et entre 2007 et 2009 il est étudiant chez Denis Pousseur, Victor Kissine et Jean-Luc Fafchamps au Conservatoire royal de Mons. Entre 2011 et 2013 il a étudié 'neue Medien' au 'Hochschule für Musik und Theater' à Hambourg.
Depuis 2007, il travaille comme compositeur, directeur musical et musicien pour de nombreux théâtres en Allemagne, en Suisse et en Autriche. Les productions pour lesquelles il a composé toute la musique ont remporté tous les prix importants de théâtre, de mise en scène et d'acteur dans le monde germanophone.
Depuis 2016, Peer Baierlein compose de plus en plus pour des orchestres classiques, des ensembles vocaux et instrumentaux.
Les premières œuvres commandées pour le 'Hessisches Staatsballett' sous la direction de Tim Plegge et le 'Mecklenburgisches Staatsballett' («Ballet X Schwerin») sous la direction de Xenia Wiest suivront en 2022.

## Discographie
- 2004 : Issues
- 2006 : Open Questions
- 2009 : Cycles
- 2015 : One
- 2015 : me² + 1

## Travail théâtral comme musicien
- 2007 : "Tintenherz" (Régie: Markus Bothe) / Deutsches Schauspielhaus
- 2009 : "Pünktchen & Anton" (Régie: Katharina Wienecke) / Deutsches Schauspielhaus
- 2010 : Die Dreigroschenoper (Régie: Jarg Pataki) / Deutsches Schauspielhaus
- 2011 : Cyrano de Bergerac (Régie: Dominique Pitoiset) / Deutsches Schauspielhaus
- 2013 : Jeanne d'Arc  (Régie: Claudia Bauer) / Niedersächsisches Staatstheater Hannover
- 2014 : Roi Arthur (Régie: Markus Bothe) / Deutsches Schauspielhaus
- 2019:  Mère Courage et ses enfants / Bertolt Brecht / (Régie: Laura Linnenbaum) / Staatstheater Kassel

## Travail théâtral comme compositeur et chef musical
- 2011 : La Ronde / Régie: Claudia Bauer
- 2011 : Cyrano de Bergerac (Régie: Dominique Pitoiset) / Deutsches Schauspielhaus
- 2012 : Seymour oder ich bin nur aus Versehen hier / Régie: Claudia Bauer
- 2012 : Tartuffe / Régie: Claudia Bauer / Staatstheater Stuttgart
- 2013 : Jeanne d'Arc  / Régie: Claudia Bauer / Niedersächsisches Staatstheater Hannover
- 2013 : Und dann (Wolfram Höll) / Régie: Claudia Bauer / Schauspiel Leipzig / invitation Biennale de Venise 2017
- 2014 : Volpone oder Der Fuchs / Ben Jonson / Régie: Claudia Bauer / Stadttheater Bern
- 2014 : Faust. Der Tragödie erster Teil / Johann Wolfgang von Goethe / Régie: Claudia Bauer / Stadttheater Bern
- 2015: Die Verwirrungen des Zöglings Törleß / Robert Musil / Régie: Claudia Bauer / Niedersächsisches Staatstheater Hannover
- 2015: Splendid's / Jean Genet / Régie: Claudia Bauer / Schauspiel Leipzig
- 2016: Le Misanthorpe ou l'Atrabilaire amoureux / Molière / Régie: Claudia Bauer / Theater Basel / invitation Biennale de Venise 2017
- 2016: 89/90 / Peter Richter / Régie: Claudia Bauer / Schauspiel Leipzig / invitation Berliner Theatertreffen 2017
- 2017: Schlaraffenland / Philipp Löhle / Régie: Claudia Bauer / Theater Basel
- 2017: Faust (Werner Schwab) / Régie: Claudia Bauer / Schauspiel Graz
- 2018: Faust 1 & 2 / Johann Wolfgang von Goethe / Régie: Enrico Lübbe / Schauspiel Leipzig
- 2019: La Résistible Ascension d'Arturo Ui / Bertolt Brecht / (Régie: Claudia Bauer) / Niedersächsisches Staatstheater Hannover
- 2020: Mephisto (Klaus Mann) / (Régie: Claudia Bauer) / Schauspiel Frankfurt
- 2021: Die Rechtschaffenen Mörder (Ingo Schulze) / (Régie: Claudia Bauer) / Staatsschauspiel Dresden
- 2021: Widerstand (Lukas Rietzschel) / (Régie: Enrico Lübbe) / Schauspiel Leipzig
- 2022: Le Charme discret de la bourgeoisie Luis Buñuel / (Régie: Claudia Bauer) / Schauspiel Frankfurt
- 2022: Humanistää! (Ernst Jandl) / (Régie: Claudia Bauer) / Volkstheater Wien / invitation Berliner Theatertreffen 2022
- 2023: Malina (Ingeborg Bachmann) / (Régie: Claudia Bauer) / Volkstheater Wien
- 2023: Ur-Sonate (Kurt Schwitters) / (Régie: Claudia Bauer) / Deutsches Theater Berlin
- 2024: Die Schattenpräsidentinnen Oder: Hinter jedem großen Idioten gibt es sieben Frauen, die versuchen, ihn am Leben zu halten. (Selina Fillinger) / (Régie: Claudia Bauer) / Deutsches Schauspielhaus Hamburg
- 2024: Et vogue le navire (Federico Fellini) / (Régie: Claudia Bauer) / Deutsches Theater Berlin
- 2025: Der Girschkarten (de Lukas Rietzschel) / (Régie : Enrico Lübbe) / Schauspiel Leipzig

## Musique de cinéma
- 2007 : Tijl Van Limburg (Joris Rabijns) / Belgique / Docu
- 2007 : Alazar (Nele Bauwens) / Belgique / Court Métrage
- 2009 : We Remember Chet Baker (Hagen Kälberer) / Allemagne / Docu
- 2012 : De Mijn-Erftgoedbewaarders van Limburg (Joris Rabijns) / Belgique /Docu

## Liste des œuvres (sélection)
- 2016: 'Concerto No.1' (double-concerto pour trompette, trombone et orchestre)
- 2016: '255' (double-concerto pour marimba, vibraphone et orchestre)
- 2017: Seelen-Trilogie ('Black Soul','Yellow Soul','Purple Soul' - pour orchestre, voix et groupe de rock)
- 2018: Hymnus (pour orchestre, orgue, 3 chœur, groupe de rock et cloches)
- 2020: In Der Tiefe[1]' (Concerto pour ChœurDouble a Capella)
- 2021: 'Ode an die Pop-Musik[2]'
- 2021: Pentagon of Poetry pour vocal-ensemble
- 2022: 'Hymnus an die Musiek' - pour Double-Quatuor-Vocalensemble
- 2023: Le Petit Prince[3] pour orchestre
- 2023: 'SaHaHaKral' & 'Daheim'  (pour  SATB Vocalensemble)
- 2024: 'Davids Bündler' pour orchestre
- 2024 : L'appel du vide¹ (Concerto pour double chœur a cappella)
- 2025 : A Glimpse of Schwitters (pour ensemble vocal SSATB)
- 2025 : Times and Ages (pour ensemble vocal SSATB, 2 violes de gambe basses, théorbe, clavecin & percussions)

## Opéra
- 2012 : Remixes pour Manon de Jules Massenet (Régie: Silvana Schröder / Chef Musical: Leo Siberski) / Opéra Kiel)
- 2017: extra compositions pour Der Freischütz (Carl Maria von Weber) / Eutiner Festspiele / Chef Musical: Leo Siberski

## Bourses d'études
- 2024/25: Bourse de la fondation "Roger Willemsen" dans la maison d'artiste "mare" [4]

## Publications
- 2017/18: Piotr Ilitch Tshaïkovski 'Album pour Enfants' op.39 / pour ensemble de cordes (Universal Edition)

## Orchestrations
- 2018: orchestrations de Johann Sebastian Bach, Robert Schumann, Edvard Grieg, Claude Debussy, Georges Bizet, Johannes Brahms, Joseph Haydn et Bedřich Smetana pour clarinette, basson, violon, basse, trompette, trombone et percussion
- 2021: Des orchestrations différentes pour le 'WDR Funkhausorchester'
- 2023: 2 chants saxons pour 'AuditivVokal' pour ensemble vocal SATB à 8 voix
- 2024/25: Hommage para Luiz pour orchestre[5]

## Pièce Radiophonique
- 2014 : Quotenkiller / (Producer: Klaus-Michael Klingsporn) / Deutschlandradio

## Danse
- 2021: Memento[6] (Choréographie: Tim Plegge) / 'Hessisches Staatsballett'[7]
- 2022: Remember The Ladies[8] (Choréographie: Xenia Wiest) / 'Mecklenburgisches Staatsballett'[9]
- Le Petit Prince[3] (Nouvelle accommodation / Choréographie: Xenia Wiest) / 'Mecklenburgisches Staatsballett' / 'Mecklenburgische Staatskapelle'[10]